# CS Marítimo
CS Marítimo este un club de fotbal din Funchal, Portugalia, care evoluează în Primeira Liga.